# سرای منجم نو
سرای منجم نو مربوط به دوره صفوی است و در اصفهان، میدان نقش جهان، بازار بزرگ بازار منجم واقع شده و این اثر در تاریخ ۲۳ شهریور ۱۳۸۲ با شمارهٔ ثبت ۱۰۲۱۴ به‌عنوان یکی از آثار ملی ایران به ثبت رسیده است.